# Голден Ерроуз
Футбольний клуб «Ламонтвіль Голден Ерроуз» або просто «Голден Ерроуз» (англ. Lamontville Golden Arrows Football Club) — професійний південноафриканський футбольний клуб з міста Дурбан.

## Досягнення
- Перший дивізіон національного чемпіонату (Прибрежна зона)
  -  Чемпіон (2): 1999/2000, 2014/2015

- МТН 8
  -  Чемпіон (1): 2009